# Cynthia Vescan
Cynthia Vanessa Vescan (ur. 7 lutego 1992) – francuska zapaśniczka w stylu wolnym. Dwukrotna olimpijka, dwunasta w Londynie 2012 w wadze 72 kg i szesnasta w Rio de Janeiro 2016 w kategorii 75 kg.
Piąta na mistrzostwach świata w 2021 roku. 
Brązowa medalistka mistrzostw Europy w 2018, 2021. Srebrny medal na mistrzostwach śródziemnomorskich w 2010. Ósma w Pucharze Świata w 2011. Druga w igrzyskach frankofońskich w 2013. Akademicka wicemistrzyni świata w 2016. Wicemistrzyni śródziemnomorska w 2010; świata juniorów w latach 2010-2012 i Europy juniorów w 2009-2012 roku.
Mistrzyni Francji w 2012, 2013, 2015 i 2022; druga w 2018 i trzecia w 2010 roku.